# Nieuw-Monnikenhuize
Nieuw-Monnikenhuize was een voetbalstadion aan de Rosendaalseweg en de Monnikensteeg in het noorden van de stad Arnhem. Tussen 1950 en 1997 was het de thuishaven van Vitesse. Zoals de naam al suggereert, was het stadion niet het eerste onderkomen van de club met die naam. Het oude stadion Monnikenhuize lag aan de overzijde van de Monnikensteeg. Het was in gebruik van 1915 tot 1950.

## Geschiedenis
Door de Slag om Arnhem in september 1944 beval de Duitse Wehrmacht de burgers van Arnhem om hun stad te verlaten. Van stadion Monnikenhuize bleef weinig over, en kort na de bevrijding brandde het clubhuis af. De schade werd in de jaren na de bevrijding hersteld. In 1948 besluit de gemeenteraad een nieuw stadion voor Vitesse te bouwen. Het nieuwe stadion wordt gebouwd aan de noordkant van de Monnikensteeg. Gepland zijn een hoofdveld en twee bijvelden. Bij de bouw van het stadion wordt handig gebruikgemaakt van de hoogteverschillen. Zo wordt er in de noordwesthoek van het veld boven op een helling de kleedkamers en clubhuis gebouwd. Om vanuit de kleedkamers het hoofdveld te betreden moet er via een spelerstrap afgedaald worden. In anderhalf jaar wordt het stadion gebouwd. Op 3 september 1950 opent burgemeester Matser stadion Nieuw-Monnikenhuize officieel.
Nieuw-Monnikenhuize stond bekend als een sfeervol stadion met op zijn top 18.000 plaatsen. Er waren betonnen staan- en zitplaatsen gerealiseerd in een hoefijzervorm. In eerste instantie waren er 4.500 overdekte zitplaatsen. Pas in de jaren '70 kwamen er meer overdekte plaatsen bij, zowel op de zittribune als op de tegenover gelegen staantribune. Achter één doel stond een houten staantribune, beter bekend als 'de jongenstribune'. Later werd deze vervangen door een eenvoudige houten tribune met enkele rijen onoverdekte zitplaatsen (ruim vier jaar na de laatste promotie naar de Eredivisie in 1989). Achter deze zitplaatsen werden 'skyboxen' gebouwd. Deze stonden achter het doel, naast de beruchte betonnen trap vanuit de kleedkamer-accommodatie. Veel tegenstanders hekelden de betonnen trap die men moest nemen om op het veld te komen en uiteraard om weer terug richting de kleedkamer te gaan. De meest sfeervolle vakken waren CC en DD die pal langs de lange zijde van het veld lagen en uitsluitend staanplaatsen omvatten.
In het stadion beleefde Vitesse mooie jaren; vanaf 1954 in het betaalde voetbal waarin het drie keer promoveerde naar de Eredivisie. In de jaren '90 van de vorige eeuw speelde Vitesse er verschillende keren tegen Europese clubs in de strijd om de UEFA Cup. Tegenstanders waren onder andere Real Madrid, AC Parma, Sporting Lissabon, SC Braga, Derry City, Dundee United, Norwich City en KV Mechelen.
Vitesse timmerde na de promotie van 1989 sportief flink aan de weg. Het stadion blijkt niet meer te voldoen. Voor de laatste jaren wordt er hier en daar nog wat opgelapt aan het stadion, maar alles staat dan al in het teken van de verhuizing naar een hypermodern onderkomen aan de zuidzijde van de stad. In maart 1998 nam Vitesse het multifunctionele stadion GelreDome in gebruik. Nadat de club voor lagere elftallen, oefenwedstrijden en trainingen nog een tijdje gebruik had gemaakt van Nieuw-Monnikenhuize, werd in juni 1999 het stadion gesloopt. Op het voormalige stadionterrein verrezen nieuwe woningen. De herinnering aan het verleden wordt levend gehouden door een gedenkteken op de plek van de oude hoofdingang aan de Rosendaalseweg.